# Милошович, Лавиния
Лави́ния Милошо́вич (рум. Lavinia Miloşovici; род. 21 октября 1976 года, Лугож, Румыния) — румынская гимнастка, двукратная олимпийская чемпионка, многократная чемпионка мира и Европы.

## Биография
Лавиния родилась в городе Лугож. Имеет сербские корни, фамилия Милошович — румынизированная форма популярной сербской фамилии Милошевич (серб. Милошевић). C 6 лет занималась спортивной гимнастикой. В 1991 году вошла в состав национальной команды и в том же году завоевала первое золото — в опорном прыжке на чемпионате мира в Дортмунде.
Годом позже Лавиния с блеском выступила на Олимпийских играх 1992 года в Барселоне. Она завоевала бронзу в абсолютном первенстве и серебро в командном турнире, а также выступила во всех четырёх соревнованиях на отдельных снарядах. Вольные упражнения Милошович выиграла с оценкой 10,0 — это лишь один из двух случаев получения такой оценки на Играх в Барселоне и последний на текущий момент случай в олимпийской истории. Лавиния — единственная в мире исполнительница продемонстрированных тогда сложнейших акробатических связок. Первая из них: рондад — фляк — темповое сальто назад — фляк — двойное сальто назад в группировке с поворотом на 360° — в контртемп сальто вперёд в группировке. Вторая, исполненная сразу после первой: рондад — фляк — 1,5 пируэта назад в переход — рондад — фляк — 1,5 пируэта назад — полпируэта вперёд. До сих пор эти связки не были повторены никем из гимнастов — ни среди женщин, ни среди мужчин. Второе олимпийское золото Милошович разделила с венгеркой Генриеттой Оноди в опорном прыжке. На брусьях Лавиния стала четвёртой, а соревнования на бревне сложились для неё неудачно, она сорвалась со снаряда. Четыре олимпийские медали позволили Милошович войти в список самых титулованных спортсменов этих Игр, больше четырёх медалей в Барселоне выиграл лишь Виталий Щербо (6).
На протяжении четырёх лет между Играми в Барселоне и Атланте Лавиния оставалась лидером румынской команды. Она четырежды выигрывала чемпионаты мира (на бревне, брусьях и в команде) и Европы (в опорном прыжке, вольных и в команде).
Олимпийские игры 1996 года в Атланте сложились для спортсменки менее удачно. Она заняла третье место в абсолютном первенстве, поделив его с подругой по команде Симоной Аманар. Милошович стала первой после Нади Комэнеч спортсменкой, которой удалось подняться на пьедестал олимпийского абсолютного первенства на двух Олимпиадах. В командных соревнованиях румынская сборная, ослабленная серией травм у ведущих спортсменок, стала третьей. На отдельных снарядах Милошович выступила на этот раз лишь на брусьях и неудачно — 8 место.
В следующем сезоне Лавиния завершила спортивную карьеру. За карьеру она выиграла 6 олимпийских медалей (2 из них золотые), 5 раз выигрывала золото на мировых первенствах и 4 на европейских. Лавиния Милошович отличалась редкой для гимнастики разносторонностью, она одинаково сильно выступала на всех снарядах и выигрывала золотые медали Олимпиад и мировых первенств на каждом из них. Подобного достижения кроме неё добивались лишь Лариса Латынина и Вера Чаславска.

### После окончания карьеры
После окончания спортивной карьеры работала тренером, однако была вынуждена оставить тренерскую работу после скандала в 2002 году, когда она вместе с ещё двумя экс-гимнастками Клаудией Пресекан и Кариной Унгуряну снялась в обнажённом виде для японского эротического журнала.

### Личная жизнь
С 1999 года Милошович замужем за сотрудником полиции Космином Ванату, своим другом детства. В 2004 году у них родилась дочь Дэниза Флорентина. Крестной матерью стала Симона Аманар. Девочка страдала редким заболеванием нервной системы, она родилась раньше срока с помощью кесарева сечения и весила всего 1,1 килограмма. Несмотря на то что в 2007 году в Пекине ей была сделана сложная дорогостоящая операция, которую оплатил Ион Цириак, сохранить жизнь ребенку не удалось. Дениза умерла дома 12 октября 2008 года и была похоронена в Тимишоаре двумя днями позже.
14 мая 2011 года в Оклахоме Лавиния Милошович принята в Международный зал славы спортивной гимнастики.
В январе 2013 года Лавиния стала матерью во второй раз. Мальчику, который родился абсолютно здоровым, дали имя Михай. По словам Милошович она не планировала беременность, хотя они с мужем и хотели этого. В июле 2016 года Лавиния родила второго сына Андрея Николаса. Между двумя этими беременностями у нее случился выкидыш.